# Vincenzio Vangelisti
Vincenzio Vangelisti, né vers 1740 à Florence et mort en 1798 à Milan, est un graveur italien.

## Biographie
Vincenzio Vangelisti naît vers 1740 à Florence.
Il visite Paris dans sa jeunesse, où il devient l'élève d'Ignazio Hugford et de Jean-Georges Wille. L'empereur Léopold II d'Autriche l'invite en 1766 à Milan, où il devient professeur à l'Académie de Brera, et en 1790, premier directeur de l'École de gravure instituée par ce prince.
Il se suicide en 1798, après avoir défiguré ses plaques de cuivre restantes. Parmi les graveurs qui sont ses élèves, on compte Giuseppe Longhi, qui lui succède comme professeur, et Faustino et Pietro Anderloni.

## Œuvres

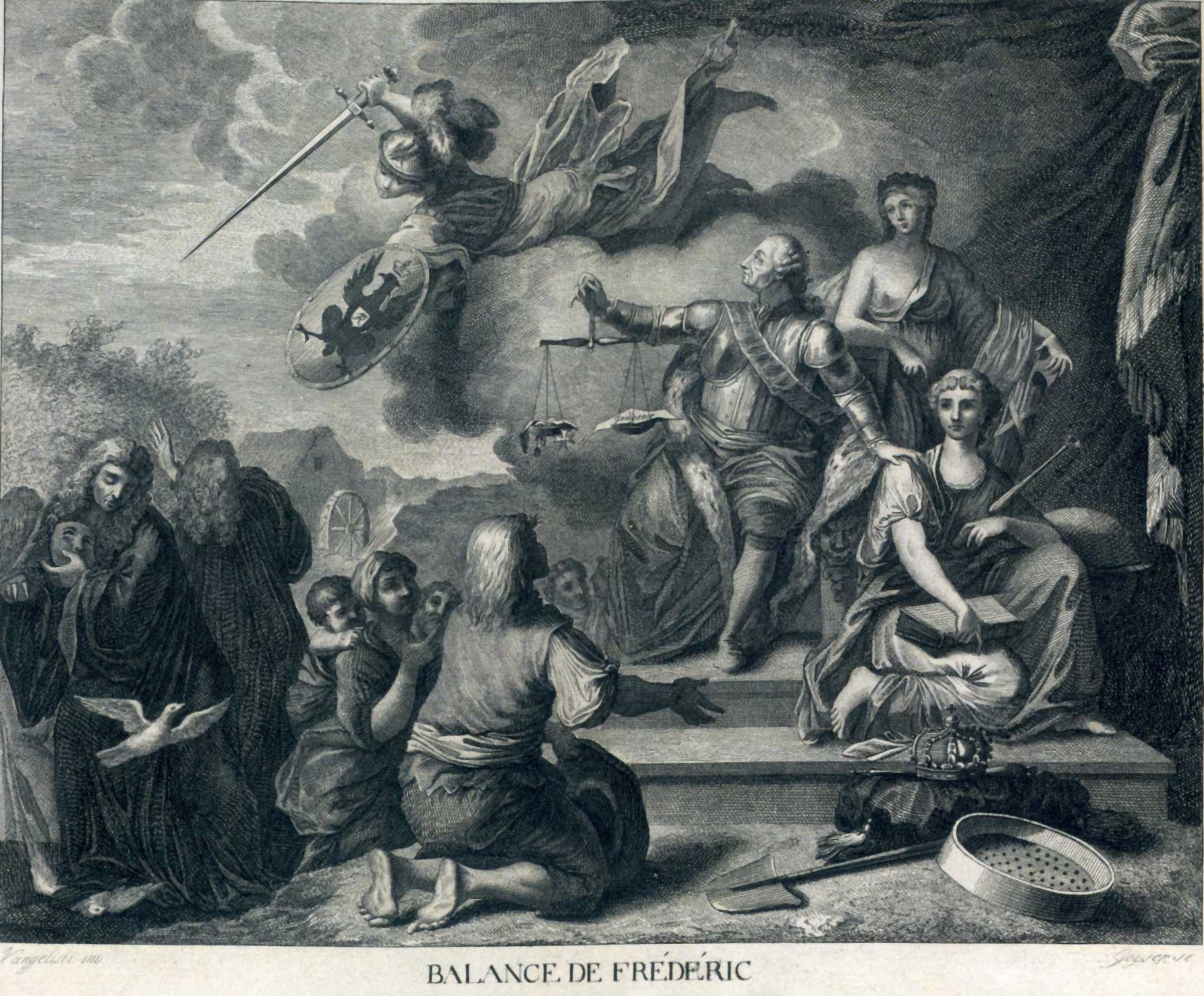
La justice de Frédéric par V Vangelisti, gravure sur cuivre,. Bibliothèque d'État de Berlin - Patrimoine culturel prussien, Département des manuscrits.

Graveur sur cuivre, Vincenzio Vangelisti grave principalement au pointillé et à la manière de crayon.
Parmi ses gravures figurent :
- Pyramus et Thisbe, d'après une image de Laurent de La Hyre[1].
- Portrait d' Armand de Bourbon, Prince de Condé[1].
- Georges Louis, Comte de Buffon, d'après A. de Pujol[1].
- Satyre et nymphe, d'après un des artistes Van Loo[1].
- Vierge à l'Enfant, d'après Raphaël[1].
- Vénus réprimandant Cupidon d'après Agostino Carracci[1].